# El Expolio (El Greco y su taller)
Existen nueve variantes sobre El Expolio, basadas en El Expolio (Museo de Santa Cruz). Constan con las referencias de X-83 a X-91, en el catálogo razonado realizado por el historiador del arte Harold Wethey, especializado en el Greco.

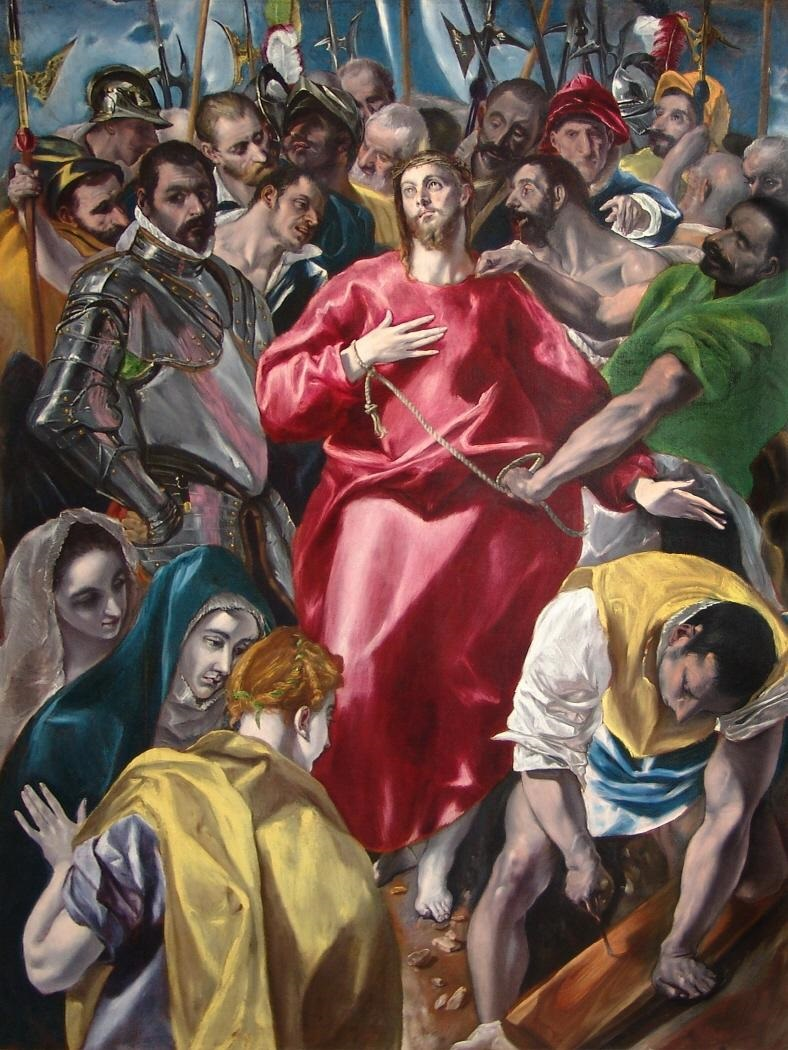
Versión del Museo de Santa Cruz, de la cual parecen derivar las variantes posteriores

## Análisis general
Según Harold Wethey, han llegado hasta la actualidad dieciocho pinturas sobre el tema del Expolio, con una mayor o menor intervención del Greco y/o de su taller, y/o de Jorge Manuel Theotocópuli, si bien algunas son ilocalizables o de difícil acceso. Estas obras son las siguientes:
1. El Expolio (El Greco, Toledo) -es el prototipo, la obra maestra de la Catedral de Toledo-
2. El Expolio (versión de Múnich) -obra autógrafa del Greco-
3. El Expolio (El Greco, versiones sobre tabla) -tres obras, autógrafas del Greco-
4. El Expolio (El Greco, versiones de medio cuerpo) -cuatro obras, con amplia participación del taller-
5. El Expolio (El Greco, Museo de Santa Cruz)
6. Están catalogadas por Wethey nueve versiones más, que son de las que trata este artículo.

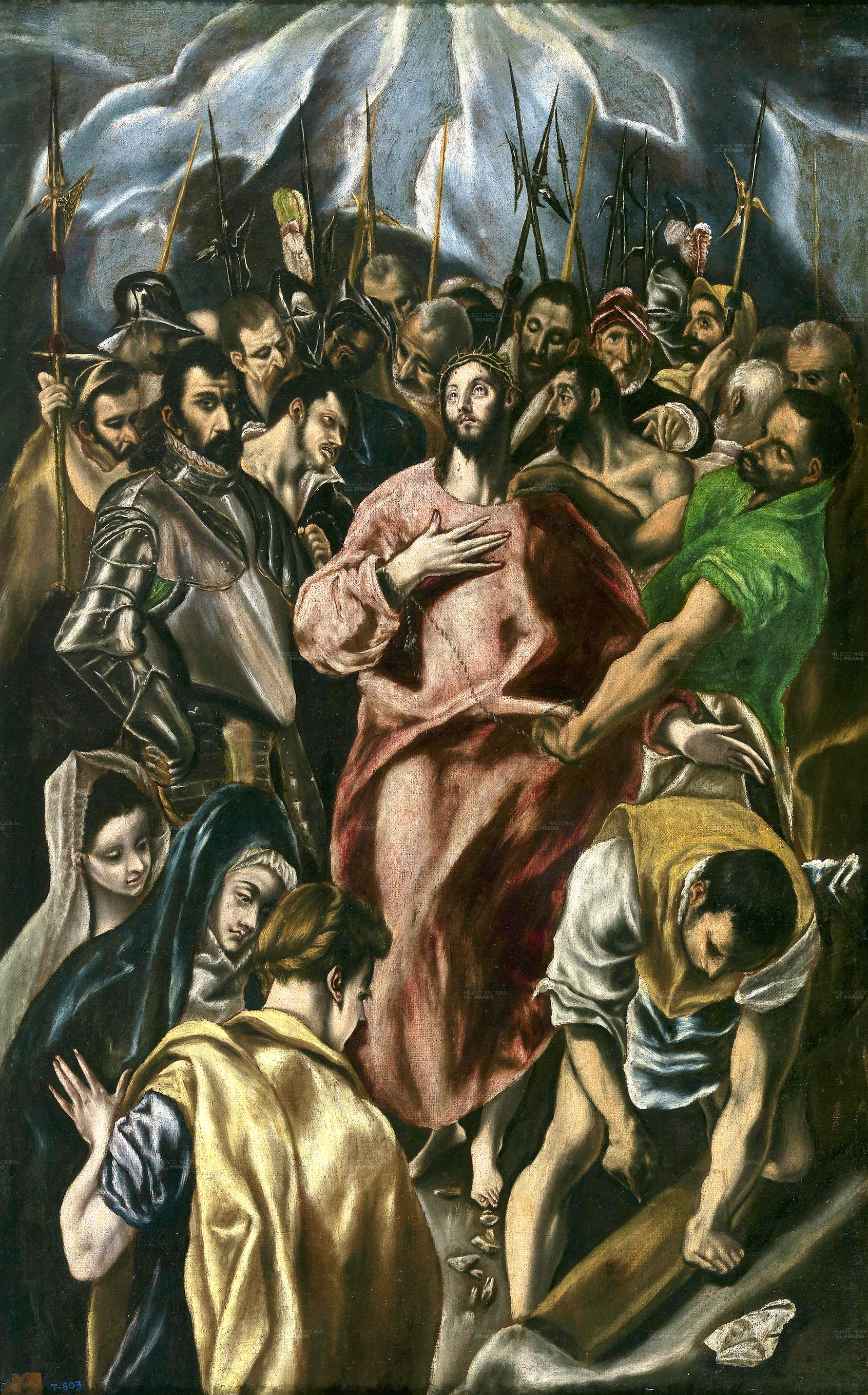
Versión del Museo del Prado

El lienzo actualmente en el Museo de Santa Cruz parece ser el modelo para estas nueve últimas versiones. La razón podría ser que El Expolio (El Greco, Toledo), en la sacristía de la Catedral de Toledo, era solamente accesible a ciertas personas. En cambio, el lienzo actualmente del Museo de Santa Cruz, se encontraba en la Iglesia de Santa Leocadia (Toledo), asequible a toda la gente en esta ciudad. En este lienzo aparecen elementos que se repiten en las versiones posteriores, pero que no se encontraban en el original de la Catedral:
- Jesús aparece con la Corona de espinas.
- La parte superior, con las picas y alabardas, es más limitada.
- Arriba a la derecha aparece la cabeza de un hombre de edad avanzada, girado de espaldas, como en El Expolio (versión de Múnich).
- El grupo de las Tres Marías es más grande, como en el mencionado lienzo de Múnich.

Son obras de muy diversa calidad, y la mayor o menor intervención del Greco es motivo de controversia. Es más segura la intervención de Jorge Manuel Theotocópuli, quien incluso dejó su firma en uno de ellos. Por ello, Wethey, las cataloga como "Obras del Tipo de Jorge Manuel".

### Versión delMuseo del Prado
- Pintura al óleo sobre lienzo; 120 x 65 cm.; Fecha de realización: circa 1606 según El Museo del Prado[3] (circa 1595 según Wethey); Catálogo Wethey: X-83

- Firmado con letras del alfabeto latino en el papel de la derecha: J.Manuel Theotokopuli.

Cabe señalar que, dentro de las obras atribuidas a Jorge Manuel, es la única que ha conservado su firma. H.E. Wethey destaca la mala realización de este lienzo, con un dibujo pobre, angular y duro, lo que sugiere que es una obra de juventud, porqué sus obras posteriores, como las de Titulcia, son mucho mejores.
Alfonso Pérez Sánchez destaca que la mano del sicario que sostiene la cuerda a la derecha de Jesús proviene del El Expolio (versión de Múnich)

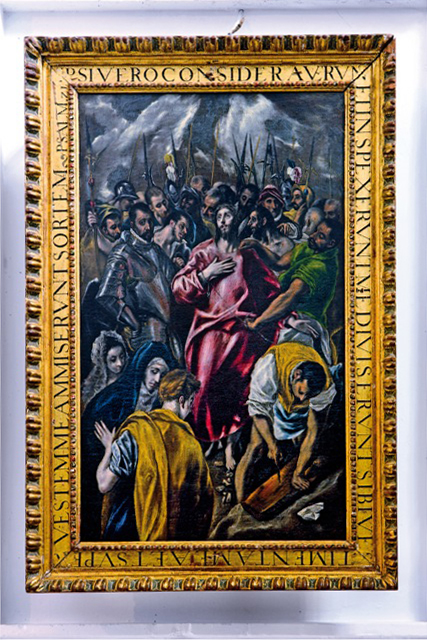
Versión de Orgaz (Provincia de Toledo)

Hay muchos paralelismos entre esta obra y la Versión de Orgaz. Por ejemplo, la forma de celaje, con las nubes que ascienden y convergen en forma cónica, que en esta versión de Jorge Manuel se repite esquemáticamente. La relación entre ambas versiones es bastante estrecha, y la similitud se repite en términos de calidad pictórica, aunque la versión de Orgaz es mucho mejor, y tal vez de ella se deriva esta pintura de El Prado. 
Cossío comenta que este lienzo, a pesar de no tener mucho valor pictórico, tiene mucho interés porqué explica el origen de otras variantes de esta temática, que probablemente salieron el taller del Greco, pero con poca intervención del propio maestro.

#### Procedencia
1. Museo de la Trinidad, n º. catálogo T603. Había sido cedido a la Universidad de Barcelona.

### Versión deOrgaz(Toledo)
- Pintura al óleo sobre lienzo; 75 x 43 cm.; circa 1605-1606; Catálogo Wethey: X-84

- Firmado con letras griegas en cursiva. borrosas, en el papel, en la parte derecha: δομήνικος θεοτοκóπουλος ε'ποíει.

Publicado por Mayer y aceptado por Camón Aznar. Probable obra de Jorge Manuel.
Según Wethey, esta obra podría ser una copia mejorada de la versión del Museo del Prado, aunque también esta última podría ser una copia empobrecida de la versión de Orgaz. En 1606 Jorge Manuel firmó un contrato para hacer un retablo de Nuestra Señora del Rosario en la iglesia de Orgaz. Desafortunadamente, el retablo fue destruido durante la guerra civil española, pero esta pintura podría formar parte del contrato de 1606, porqué la pincelada es más suave que en obras posteriores del hijo del Greco.

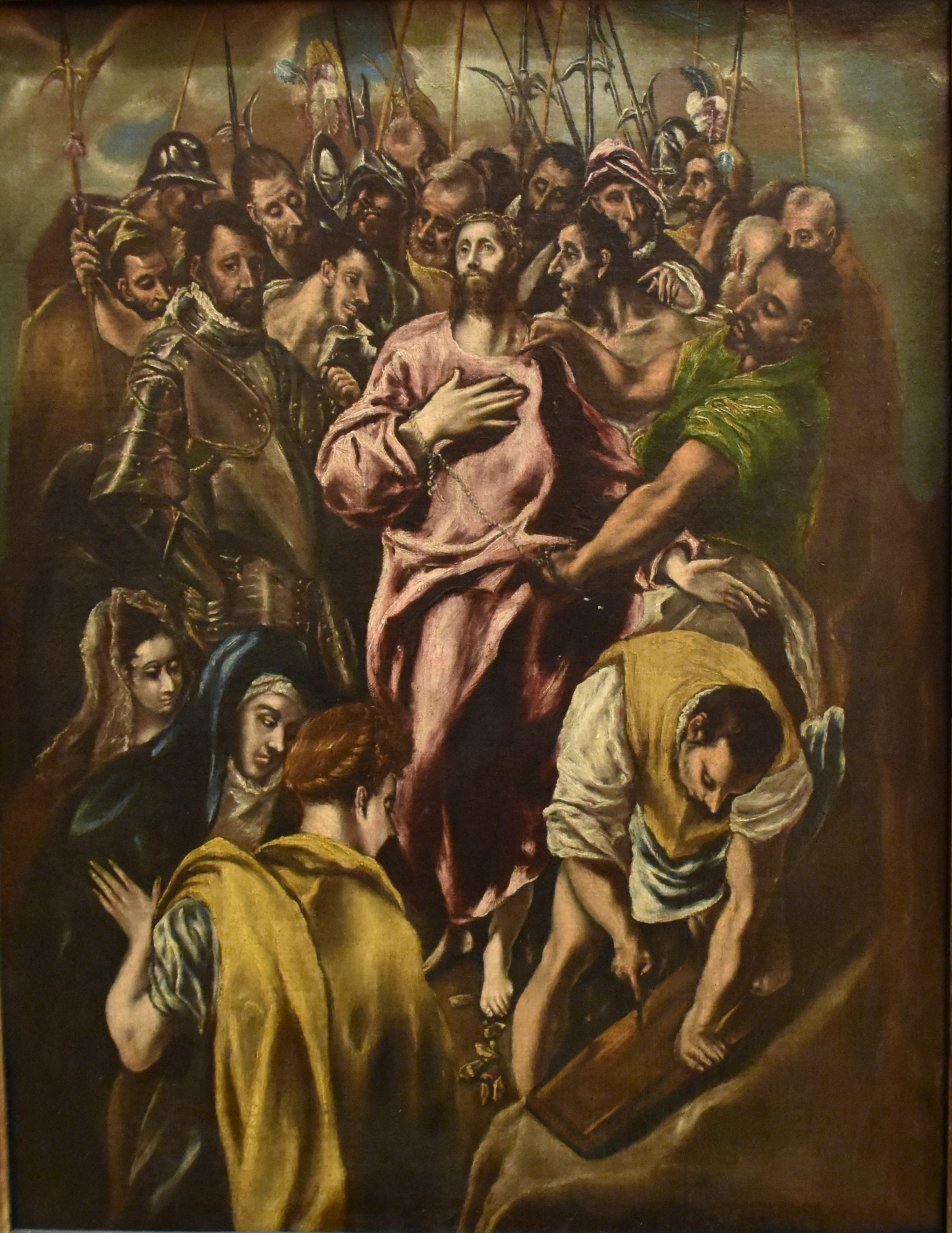
Versión de la Galería Nacional de Noruega

#### Procedencia
1. Exhibido en la Catedral de Toledo
2. Regresó a Orgaz en 1955[7]

### Versión de laGalería Nacional de Noruega
- Pintura al óleo sobre lienzo; 82,7 x 63 cm. x 2,3 cm de fondo; circa 1600 según el museo;[8] Catálogo Wethey: X-85.
- Asignado por Cossío y Camón Aznar a 1594-1604. H,E, Wethey lo considera una copia.[5]

Trabajo de Jorge Manuel?; Extremadamente repintado, esta pintura es sin duda la que vio Stirling Maxwell en la sacristía de San Juan de Afuera, antes de 1848. Este lienzo fue depositado allí como una donación de Alfonso Martínez de Ortega, y se catalogó por primera vez en 1631. Las dimensiones dadas en este catálogo coinciden con las de la pintura actualmente en Oslo.

#### Procedencia
1. San Juan de Afuera ? (antes de 1848)
2. Xavier Lafitte, París;
3. Marquès de Villatoya, Madrid;
4. Julius Böhler, Múnich;
5. donación de Christian Langaard a la Galería Nacional de Noruega el año 1923-24.[7]

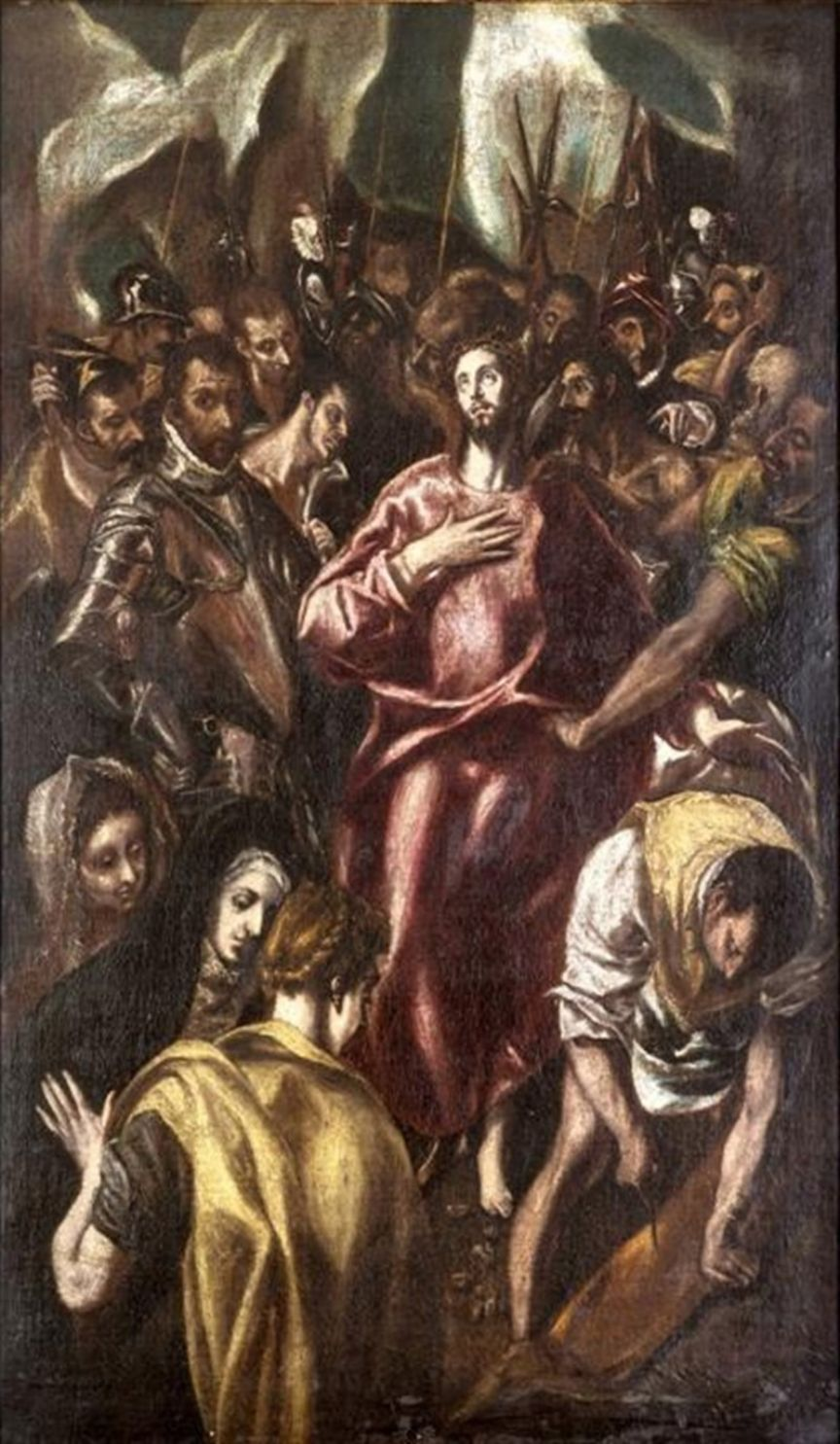
Versión del Expolio, muy probablemente la que antiguamente estaba en la Neupert Galerie

### Versión de Colección privada
- Pintura al óleo sobre lienzo; 68 x 44 cm.; principios del siglo XVII; Catálogo Wethey: X-86

Según Wethey, es una réplica mediocre del tipo de Jorge Manuel. Hay letras confusas en el papel de la parte derecha.

#### Procedencia
1. Marqués de Riscal, Madrid;
2. Colección Lardies, Madrid.

### Versión antiguamente en la Neupert Galerie,Zúrich
- Pintura al óleo sobre lienzo; 80 x 47 cm.; Jorge Manuel?; circa 1600;[10] Catálogo Wethey: X-87

El color es oscuro, típico de las obras de Jorge Manuel.

#### Procedencia
1. Galerías Heinemann, Múnich (1930)
2. Galería Neupert, Zúrich (1958)

### Versión de la Fundación Barnes,Filadelfia
- Pintura al óleo sobre lienzo; 74,9 x 44,5 cm.; principios del siglo XVII;[12] Catálogo Wethey: X-88

- Según Wethey, es de la escuela del Greco (Jorge Manuel ?); Según Manuel Bartolomé Cossío, José Camón Aznar y Legendre-Hartmann (en el libro El Greco-1937), en esta obra se advierte la intervención del Greco. Según Mayer, se trata de una obra de taller.[5]

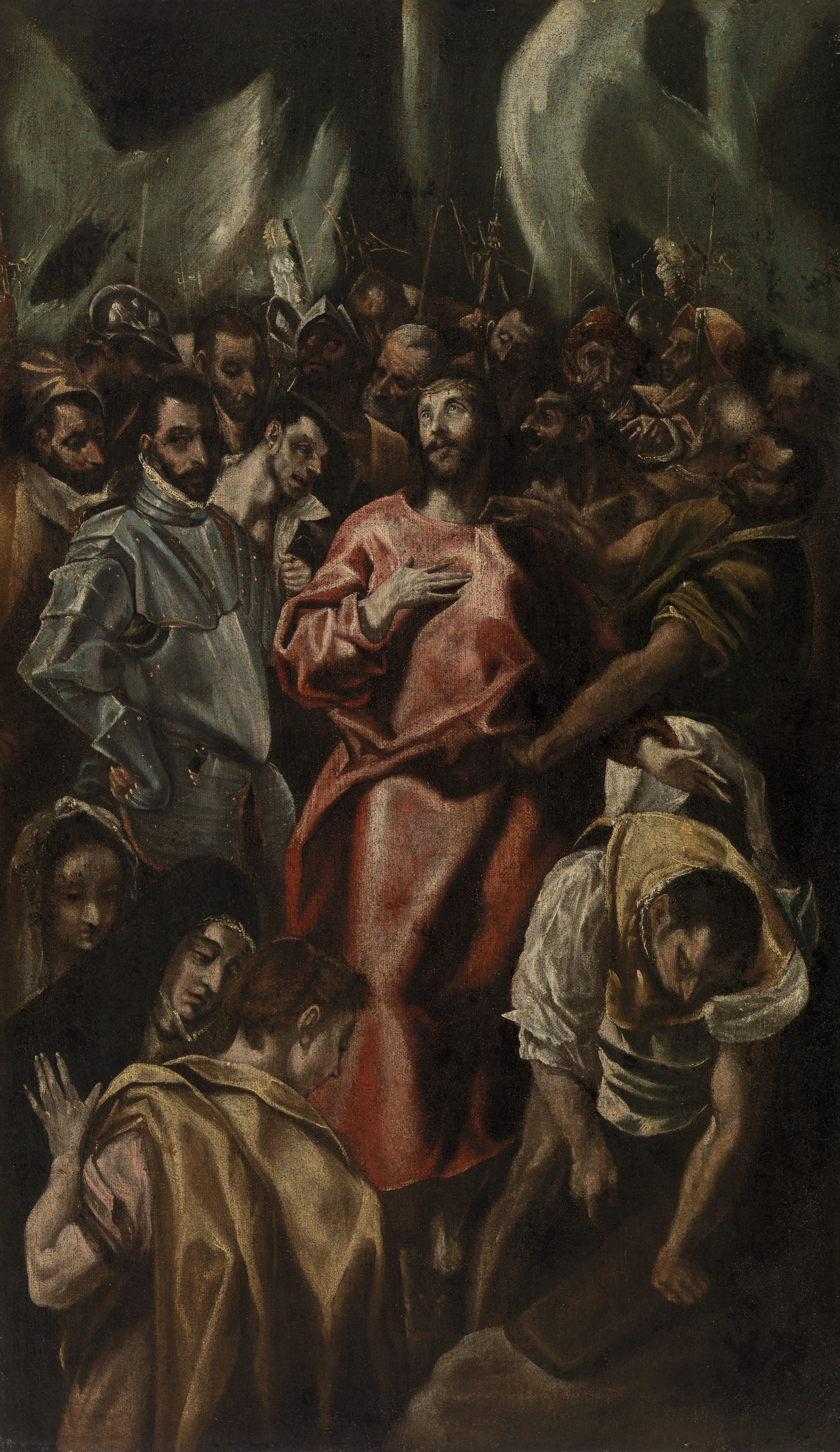
Versión de la Barnes Foundation, Filadelfia

Según August L.Mayer, se remonta a 1583, mientras que según José Camón Aznar es de 1580 a 1581. Según Harold E. Wethey, se trata de una copia que tiene el color típico de las obras de Jorge Manuel.
El hijo del Greco, Jorge Manuel, conocido por trabajar desarrollando el estilo de su padre, probablemente pintó este lienzo. Es una versión reducida de la pintura original del Greco para la Catedral de Toledo, y muestra el momento dramático antes de la crucifixión, mientras los verdugos de Cristo se preparan para repartir su túnica roja, y una figura en primer plano prepara la cruz, situada en la sombra.

#### Procedencia
1. M.de Saint Maurice (venta en París el 21/02/1867)
2. Eugène Piot (venta en París el 21-24/05/1890)
3. C.Detti, París (1908)
4. Y.Perdoux, París.

### Versión antiguamente en la Jack Linsky Collection
- Pintura al óleo sobre lienzo; 100 x 57 cm.; Escuela El Greco a partir del siglo XVII; Catálogo Wethey: X-89

Esta pintura presenta más variaciones en las figuras que en las otras réplicas atribuidas a Jorge Manuel. 

#### Procedencia
1. Ginetto Bonimi, Milán;
2. John R. van Derlip Minneapolis;
3. Minneapolis Institute of Art (1935-1957)
4. Adquirido a Julius Weitzner por Jack Linsky el año 1957.[14]

### Versión de una colección privada
- Pintura al óleo sobre lienzo; 165 x 102 cm.; Copiar; Catálogo Wethey: X-90

#### Procedencia
1. Duquesa de Valencia;[14]

### Versión sin localizar
- Pintura al óleo sobre lienzo; 71 x 44 cm.; Madrid (comerciante Linares, año 1956); Catálogo Wethey: X-91

Wethey no conoció personalmente esta obra y, por lo tanto, no pudo opinar sobre su técnica ni sobre su calidad.